# 荀甝
荀甝（？—？），曹魏颍川郡颍阴县（今河南省许昌市）人，尚书令荀彧的孙子，虎贲中郎将荀惲的长子。
荀甝的母亲是曹操之女安阳公主，弟弟是中领军荀霬。荀甝作为魏文帝曹丕的外甥，虽然荀惲和曹丕的关系不好，但是荀甝、荀霬兄弟受到舅舅宠爱厚待。荀霬官至散骑常侍，进爵广阳乡侯。三十岁时去世。

## 子
- 荀頵，字温伯，荀甝之子，为羽林右监，早卒。荀頵子平乐敬伯荀崧，荀崧子平乐伯荀蕤、荀羡，女荀灌。